# Георги Вригазов
Георги Атанасов Вригазов, известен като Даскало, е български учител и революционер.

## Биография
Вригазов е роден в 1874 година в разложкото село Якоруда, тогава в Османската империя. Учи в българската мъжка гимназия в Солун и става учител в Якоруда. Влиза във ВМОРО и в 1897 година оглавява якорудския революционен комитет, като организира канал за пренос на оръжие. През май 1903 година е начело на чета от 26 души, която се сражава в местността Мочура в Рила. Участва в Илинденско-Преображенското въстание в отряда на Христо Чернопеев. След въстанието от 1904 до 1912 година отново е учител, но в Западна Македония. В 1912 година се връща в Якоруда, където учителства до 1915 година.